# Authie (Calvados)
 Authie  es una población y comuna francesa, situada en la región de Baja Normandía, departamento de Calvados, en el distrito de Caen y cantón de Caen-2.

## Demografía
| 414 | 514 | 571 | 645 | 780 | 983 |
| Para los censos de 1962 a 1999 la población legal corresponde a la población sin duplicidades (Fuente: INSEE [Consultar]) |     |     |     |     |     |